# Chicha, Tato y Clodoveo, de profesión sin empleo
Chicha, Tato y Clodoveo, de profesión sin empleo és el títol d'una sèrie de còmic dibuixat per Francisco Ibáñez que narra les aventures dels tres protagonistes (Chicha, Tato i Clodoveo). Van aparèixer per primera vegada l'any 1986, a la portada del número 1 de la revista Guai!, propietat de l'editorial Ediciones Junior S.A. Aquestes històries recollien molts trets dels personatges propietat de l'Editorial Bruguera (i fins i tot apareixen ells com a secundaris). El còmic va ser traduït a l'alemany i criticava la situació social i econòmica espanyola de l'època en clau d'humor.

## Personatges
- Chicha, és una noia d'estètica punk però de família benestant, embogida per la música. Representa l'hedonisme juvenil i l'optimisme vital.
- Tato, és similar a Trencasostres per la seua poca alçada i la miopia, és el que té pitjor geni del grup.
- Clodoveo, pot disfressar-se, com Mortadel·lo, i és el més diferent dels tres, perquè la seva família havia treballat en un circ. Els tres es coneixen a la cua de l'atur i esdevenen amics inseparables. Passen els dies buscant feines mal pagades i reunint-se a un bar per xerrar i comentar el panorama que els envolta.[3]

A diferència d'altres còmics de l'autor, els personatges compten amb un passat que es narra extensament a un dels àlbums i les seves circumstàncies són fruit d'aquest, no són simples arquetips còmics.

## Publicació
| Any       | Nom de la Publicació    | Editorial                                  | Enquadernació            | Mides       | Al número/s | Notes                                                                               |
| --------- | ----------------------- | ------------------------------------------ | ------------------------ | ----------- | ----------- | ----------------------------------------------------------------------------------- |
| 1986-1990 | Guai!                   | Ediciones Junior, S.A. / Ediciones B, S.A. | Quadern vertical, grapat | 28 x 20 cm. | 1 al 175    | El nº 32 era un Extra de Nadal (1986), 63 Extra,Estiu.(1987), 82 Extra,Nadal.(1987) |
| 1986-1987 | Chicha, Tato y Clodoveo | Ediciones Junior, S.A.                     | Àlbum, cartoné           | 29 x 22 cm. | 1 al 6      | Recopilacions                                                                       |

Els números publicats foren (el núm. correspon a la col·lecció Tope Guai!):
- 1. Una vida perruna. (1986). ISBN 84-7419-471-7
- 3. Pero... ¿Quienes son esos tipos?. (1986). ISBN 84-7419-487-3
- 4. El negociete. (1987). ISBN 84-7419-508-X
- 7. El cacharro fantástico. (1987). ISBN 84-7419-522-5
- 9. A por la Olimpiada 92. (1987). ISBN 84-7419-523-3
- 12. El arca de Noé II. (1987). ISBN 84-7419-524-1
- 15. Gran hotel. (1987) ISBN 84-406-1335-0
- 18. A Seúl en un baúl. (1988) ISBN 84-406-0256-1
- 19. ¡Mogollón en la granja!. (1989) ISBN 84-406-0893-4
- 20. Los sanitarios. (1989) ISBN 84-406-0894-2
- 24 Viajar es un placer

Les historietes que només es publicaren en forma seriada a Espanya i que es consideren apòcrifes foren:
- ¡Qué trabajo nos manda el Señor! (Guai! 99-109)
- Los canguros (Guai! 110-120)
- La obra (Guai! 121-131)
- ¡La función va a empezar! (Guai! 132-142)
- El Tato se lía a inventar (Guai! 143-153)
- Los entretenedores (Guai! 154-164)
- La cosa va de bichos (Guai! 165-175)